# Consell Nacional Garo
El Consell Nacional Garo (Garo National Council GNC), és una organització política de l'ètnia achik (garo) de Meghalaya que vol establir un estat anomenat Achik Land (també esmentat com Garo Land) als tres districtes de Garo Hills a Meghalaya, renunciant a la resta de zones on habiten els garo.
A les eleccions del 2002 al consell del Garo Hills Autonomous District, va obtenir un escó i a les eleccions de Meghalaya del 2003 no va obtenir representació.